# Blepharispermum
 Blepharispermum  DC., 1834 è un genere di piante angiosperme dicotiledoni della famiglia delle Asteraceae, sottofamiglia Asteroideae, tribù Athroismeae e sottotribù Athroismeae.

## Etimologia
Il nome del genere è formato da due parole greche "blepharon" (= palpebra o ciglio) e "-sperma" suffisso che si riferisce ai semi.
Il nome scientifico del genere è stato definito dal botanico Augustin Pyramus de Candolle (1778-1841) nella pubblicazione " Contributions to the Botany of India" ( Contr. Bot. India [Wight] 11) del 1834.

## Descrizione

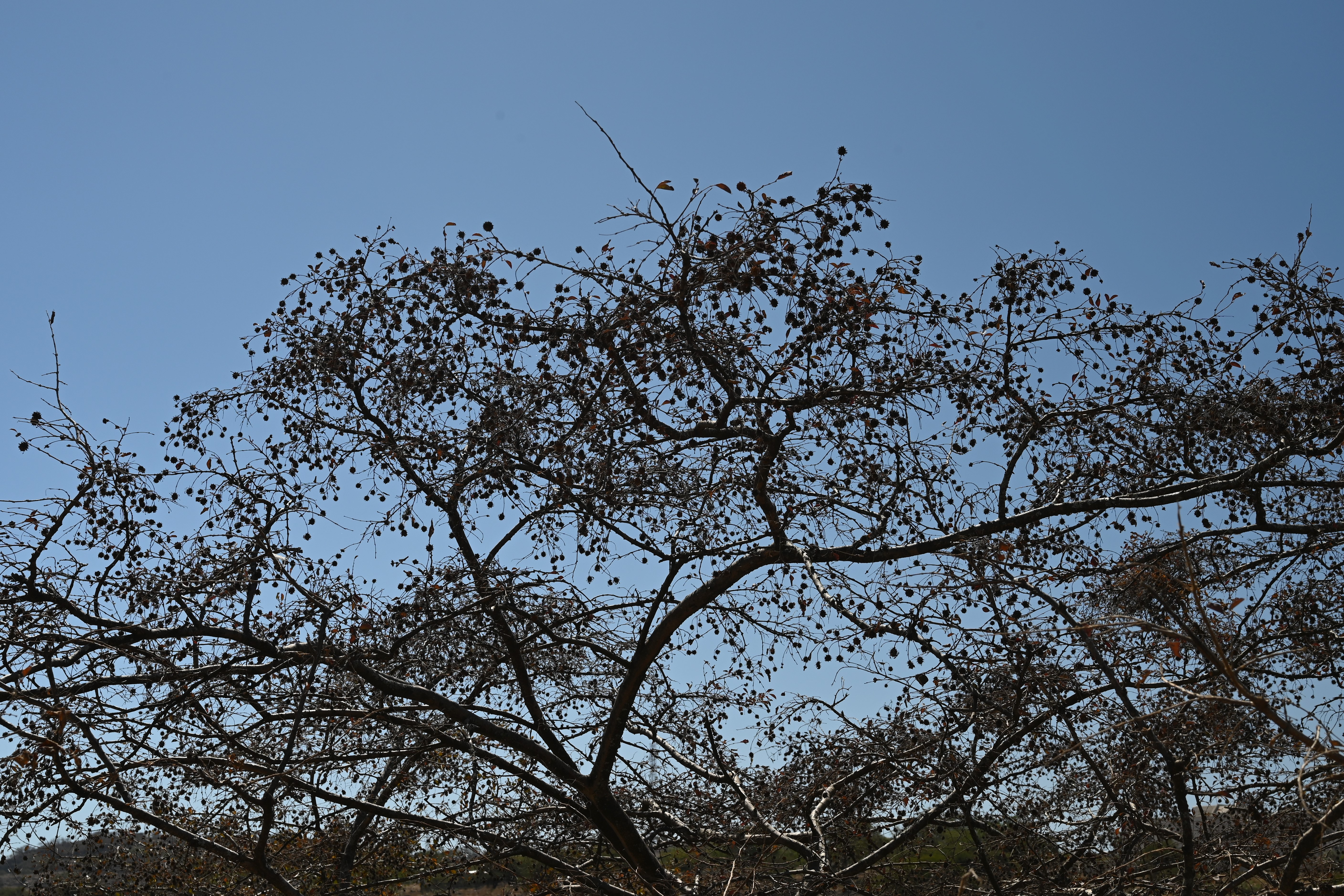
Il portamento
Blepharispermum hirtum

Portamento. Le piante di questo genere hanno un ciclo biologico perenne con un habitus arbustivo o simile a piccoli alberi. A volte sono rampicanti.
Fusto. La parte aerea in genere è eretta, semplice o ramosa.
Foglie. Le foglie lungo il caule sono disposte in modo alterno e brachiblasto (rami con foglie fittissime e fascicolate). Sono sessili e talvolta picciolate con spine basali. La lamina ha un contorno da ovato a obovato, raramente spatolato. I bordi sono interi o seghettati.
Infiorescenza. Le infiorescenze (sinflorescenze) sono formate da capolini eterogami riuniti a formare dense infiorescenze compatte (glomeruli). Ogni glomerulo è formato da molti capolini e solitamente sotteso da brattee. I capolini possono essere sessili o peduncolati di tipo discoiforme; è composto da un involucro, con forme da campanulate (o globose) o emisferiche, formato da diverse brattee, al cui interno un ricettacolo fa da base ai fiori di due tipi: raggio (non sempre presenti) e disco. Le brattee, piatte, a consistenza erbacea con dimensioni più o meno uguali oppure graduate con differenti lunghezze (disposizione embricata) si trovano su più serie (da 1 a 4). Il ricettacolo è convesso o conico (in qualche specie può essere globoso o sub-globoso) con pagliette a protezione della base dei fiori.
Fiori.  I fiori sono tetra-ciclici (formati cioè da 4 verticilli: calice – corolla – androceo – gineceo) e pentameri (calice e corolla formati da 5 elementi). I fiori del disco sono  funzionalmente maschili. I fiori del raggio sono femminili, qualche volta con androceo. I fiori sono tutti attinomorfi, raramente sono zigomorfi. Quelli solamente femminili sono pochi (2) con corolle tubolari; quelli ermafroditi sono da 2 a 4 con corolle campanulate.
- Formula fiorale:

*/x K {\displaystyle \infty }, [C (5), A (5)], G 2 (infero), achenio 
- Calice: i sepali del calice sono ridotti ad una coroncina di squame.

- Corolla:

- fiori del raggio: la forma della corolla alla base è più o meno tubulosa-imbutiforme, mentre all'apice è ligulata; la ligula può terminare con alcuni denti; i colori sono grigio-bianco, crema o giallo-bianco;
- fiori del disco: la forma è tubulare bruscamente divaricata in 4-5 lobi; i lobi, patenti o eretti, hanno una forma deltata o più o meno lanceolata; i colori sono grigio-bianco, crema o giallo-bianco.

- Androceo: l'androceo è formato da 5 stami sorretti da filamenti generalmente liberi; gli stami sono connati e formano un manicotto circondante lo stilo; le teche (produttrici del polline) alla base sono troncate, non sono speronate o hanno una coda. Il tessuto endoteciale (rivestimento interno dell'antera) è quasi sempre polarizzato (con due superfici distinte: una verso l'esterno e una verso l'interno). Il polline è sferico con un diametro medio di circa 25 micron;  è tricolporato (con tre aperture sia di tipo a fessura che tipo isodiametrica o poro) ed è echinato (con punte sporgenti).

- Gineceo: l'ovario è infero uniloculare formato da 2 carpelli. Lo stilo, il recettore del polline è indiviso e filiforme; possiede delle linee stigmatiche marginali separate o contigue. I due bracci dello stilo (se è bifido) hanno una forma da lanceolata a deltoide e possono essere papillosi o ricoperti da ciuffi di peli.

Frutti. II frutti sono degli acheni con pappo squamoso. La forma dell'achenio è sub-affusolata da ellittica a conica (a volte a sezione triangolare), con coste longitudinali, epidermide senza cristalli e margini ciliati. Il pappo dei fiori femminili è formato da 2-15 scaglie di uguale lunghezza; il pappo dei fiori funzionalmente maschili è formato da una coroncina di libere scaglie irregolari.

## Biologia
Impollinazione: l'impollinazione avviene tramite insetti (impollinazione entomogama tramite farfalle diurne e notturne).

Riproduzione: la fecondazione avviene fondamentalmente tramite l'impollinazione dei fiori (vedi sopra).

Dispersione: i semi (gli acheni) cadendo a terra sono successivamente dispersi soprattutto da insetti tipo formiche (disseminazione mirmecoria). In questo tipo di piante avviene anche un altro tipo di dispersione: zoocoria. Infatti gli uncini delle brattee dell'involucro (se presenti) si agganciano ai peli degli animali di passaggio disperdendo così anche su lunghe distanze i semi della pianta. Inoltre per merito del pappo (se presente) il vento può trasportare i semi anche a distanza di alcuni chilometri (disseminazione anemocora).

## Distribuzione e habitat
Le specie di questo genere sono distribuite in zone tropicali dell'Africa e dell'Asia.

## Sistematica
La famiglia di appartenenza di questa voce (Asteraceae o Compositae, nomen conservandum) probabilmente originaria del Sud America, è la più numerosa del mondo vegetale, comprende oltre 23.000 specie distribuite su 1.535 generi, oppure 22.750 specie e 1.530 generi secondo altre fonti (una delle checklist più aggiornata elenca fino a 1.679 generi). La famiglia attualmente (2021) è divisa in 16 sottofamiglie; la sottofamiglia Asteroideae è una di queste e rappresenta l'evoluzione più recente di tutta la famiglia.

### Filogenesi
Il gruppo di questa voce è descritto nella sottotribù Athroisminae (tribù Athroismeae). La tribù Athroismeae, una delle 21 tribù della sottofamiglia Asteroideae, fa parte del supergruppo (o sottofamiglia) "Asteroideae grade"; l'altro è il supergruppo "Non-Asteroideae".  In base alle ultime ricerche nella tribù sono stati individuate 5 sottotribù. La sottotribù Athroisminae si trova, da un punto di vista filogenetico, in posizione "basale" , ossia è stato il primo gruppo a separarsi dal resto della tribù.La sottotribù è caratterizzata da capolini raccolti in compatti glomeruli e da acheni neri (carbonizzati) e obcompressi.
Nell'ambito della sottotribù il genere di questa voce si trova in posizione "basale" e con il resto della sottotribù forma un "gruppo fratello".
I caratteri distintivi del genere sono:
- i fiori con corolle campanulate sono funzionalmente maschili;
- lo stilo è filiforme.

### Elenco delle specie
Questo genere ha 15 specie:
- Blepharispermum arcuatum T.Erikss.
- Blepharispermum brachycarphum  Mattf.
- Blepharispermum canescens  T.Erikss.
- Blepharispermum ellenbeckii  Cufod.
- Blepharispermum fruticosum  Klatt
- Blepharispermum hirtum  Oliv.
- Blepharispermum minus  S.Moore
- Blepharispermum obovatum  Chiov.
- Blepharispermum petiolare  DC.
- Blepharispermum pubescens  S.Moore
- Blepharispermum spinulosum  Oliv. & Hiern
- Blepharispermum villosum  O.Hoffm.
- Blepharispermum xerothamnum  Mattf.
- Blepharispermum yemense  Deflers
- Blepharispermum zanguebaricum  Oliv. & Hiern